# Berkeleyia profunda
Berkeleyia profunda är en ringmaskart som beskrevs av Hartman 1971. Berkeleyia profunda ingår i släktet Berkeleyia och familjen Orbiniidae. Inga underarter finns listade i Catalogue of Life.